# 나세르 알다마르지
나세르 알다마르지 또는 나세르 다메르지(الناصر الدامرجي, Nacer Damergi, 1944년 ~ 1990년 11월 17일 사망)는 튀니지의 연쇄 살인자이다.
그는 1980년대 سفاح نابل→나뵐의 연쇄 살인자라고 부를 정도로 총 12명의 어린이를 성폭행하고 살해했으며, 1990년 11월 17일에 교수형에 처해졌다.